# Black Shuck
"Black Shuck" är en låt av den brittiska rockgruppen The Darkness. Låten återfinns på gruppens debutalbum Permission to Land som gavs ut den 7 juli 2003. Låten spelades in någon gång mellan september och oktober 2002 i Chapel Studios i Lincolnshire och Paul Smith Music Studios i London. En redigerad version av låten finns där textraden "that dog don't give a fuck" är ändrad till "that dog don't give a duck" och avslutningen "voff!" är ändrat till "quack!".

## Historia

### Låtskrivandet och inspelning
"Black Shuck" skrevs någon gång mellan det att The Darkness bildades år 2000 och sommaren 2002 av sångaren Justin Hawkins, gitarristen Dan Hawkins, basisten Frankie Poullain och trummisen Ed Graham. Inspiration till texten fann Justin från sina hemtrakter; titeln till låten är namnet på en mytologisk spöklik svart hund som sägs ströva omkring i East Anglia. I låtens text nämns en händelse som ska ha skett i Blythburg i Suffolk den 4 augusti 1577;
| ”           | [Black Shuck] var något vi pratade om i skolan, och om du ser denna hund, tja, i princip så vill du inte se den för att om du ser den, så betyder det att du och din familj kommer att dö, det här är typ den svarta djävulshunden som strövar omkring i träsken med röda ögon. [...] Det fanns en kyrka och under medeltiden sades det att den sprang in i kyrkan och kyrkoherden höll upp ett kors framför den, så den sprang ut, men när den sprang ut rispade den dörren och därefter träffades kyrkan av blixten, men man kan se dörren med märkena i! | „ |
| – Ed Graham | |   |

Grunderna till låten spelades in live av Graham, Poullain och Dan Hawkins. Därefter lade Justin Hawkins ett sångspår och en kompgitarr i den högra kanalen för markeringarna i början av låten; "sedan kom jag på att jag inte riktigt visste hur man ska spela riffet, så efter markeringarna tog Dan över och spelade båda gitarrerna. Det finns bara två gitarrer på den låten – det är en väldigt simpel, avskalad låt om en hund som attackerade en kyrka."

### Live
"Black Shuck" började spelas live av gruppen åtminstone från 2002. Sångaren Justin Hawkins sade i en intervju; "Vi hade "Black Shuck" men vi visste inte om den var bra eller inte. Vi spelade den live några gånger och det verkade gå bra för den innehar "körsvar" i refrängen. Sådana saker är alltid bra." Från 2002 till slutet av sommaren 2004 spelades låten i princip alltid som nummer två i låtlistan - efter det instrumentala öppningsnumret "Bareback". Därefter, under Winternational Tour, flyttades låten till slutet av konserterna och under The Darkness världsturné 2006 spelades den i mitten av konserterna; man hade då även förlängt låten med ett bassolo för att introducera Richie Edwards som vid tiden just hade ersatt Frankie Poullain som bandets basist.
"Black Shuck" är en av få låtar som Justin Hawkins inte spelar gitarr i.

## I andra media
Låten hörs under en kort sekvens i filmen School of Rock. "Black Shuck" finns dock inte med på filmens soundtrack, där har man istället tagit med en annan låt av The Darkness, "Growing on Me". Detta byte beror sannolikt på svordomarna som förekommer i "Black Shuck"; genom att byta låt på soundtracket skulle man undvika Parental Advisory-märket på skivan och därmed tillåta medlemmar av målgruppen - det vill säga barn - att köpa albumet.

## Medverkande
| The Darkness - Justin Hawkins – sång, gitarr - Dan Hawkins – gitarr, kör - Frankie Poullain – bas, kör - Ed Graham – trummor | Produktion - Pedro Ferreira – producent, mixning, ljudtekniker - Will Bartle – inspelningassistent - Nick Taylor – mixningsassistent - Mick Marsh – mastering |